# Tragelaphus strepsiceros chora
Sous-espèce
Tragelaphus strepsiceros chora est une sous-espèce du Grand Koudou (Tragelaphus strepsiceros).